# Westelijke rifreiger
De westelijke rifreiger (Egretta gularis) is een vogel uit de familie reigers en roerdompen (Ardeidae). De reiger werd eerder ook wel beschouwd als een ondersoort van de kleine zilverreiger (Egretta garzetta gularis).

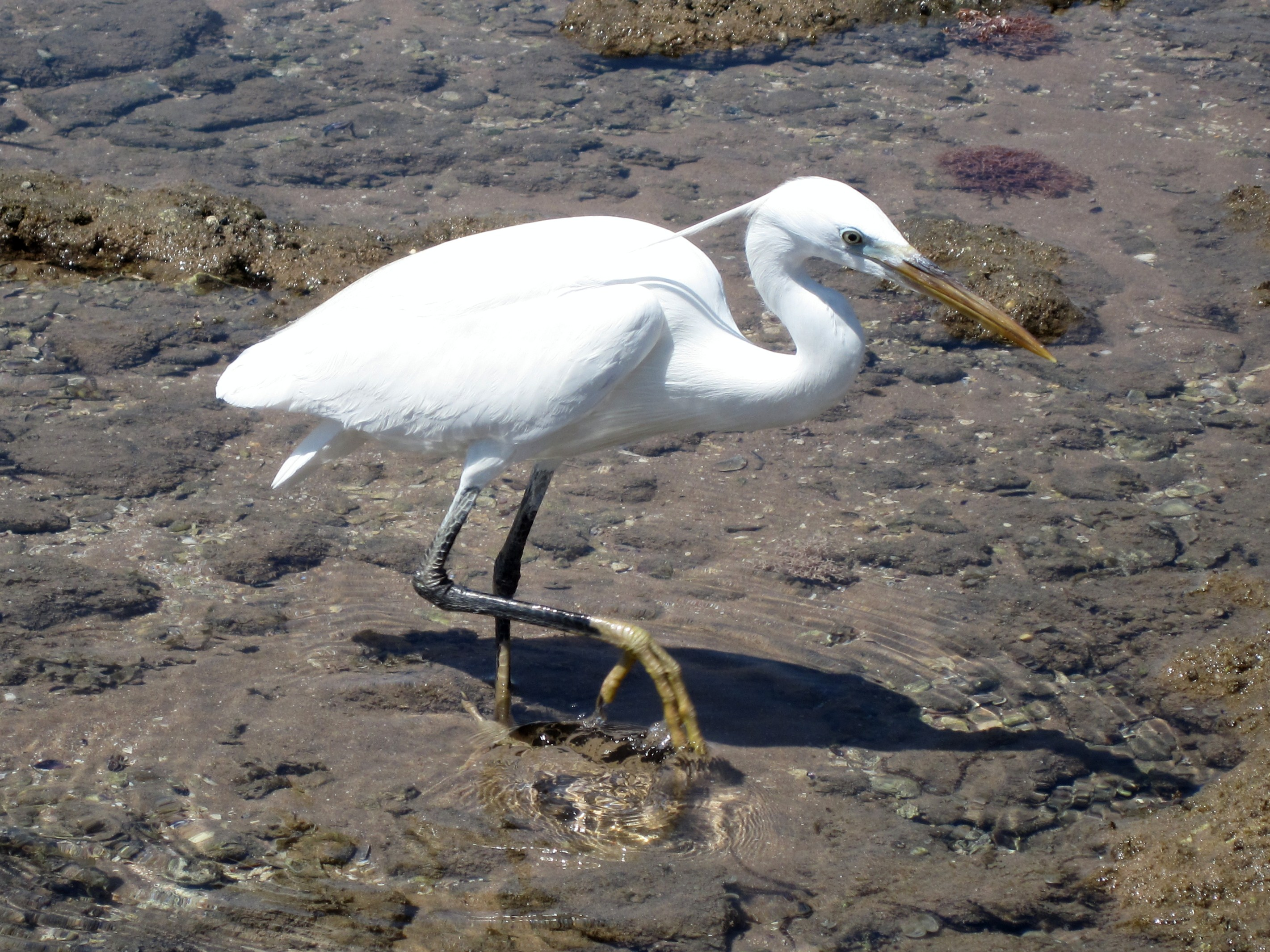
Lichte vorm

## Kenmerken
Er zijn twee vormen een donkere en een lichte. De lichte vorm lijkt sterk op de kleine zilverreiger qua formaat, met een wat forsere snavel. Daarnaast bestaat een donkere vorm die geheel blauwgrijs is.

## Ondersoorten
Van de soort worden twee ondersoorten erkend, te weten:
- E. g. gularis (kusten van West-Afrika)
- E. g. schistacea (kusten van NO-Afrika tot W-India en Sri Lanka)

Het leefgebied ligt langs de rotskusten, zandstranden en riffen, maar ook wel getijdemoerassen, riviermondingen en mangrove.

## Status
De wereldpopulatie is niet gekwantificeerd. Er is geen aanleiding te veronderstellen dat de soort in aantal achteruit gaat en daarom staat de westelijke rifreiger als niet bedreigd op de Rode Lijst van de IUCN.